# COWCOW
COWCOW（カウカウ）は、吉本興業所属のお笑いコンビ。1993年結成。NSC大阪校12期生。中学・高校の同級生で組んだコンビ。
フルーツ大統領、baseよしもとを経て、2001年に東京進出。

## メンバー
多田健二（ただ けんじ、1974年8月8日（51歳）- ）
ボケ担当。立ち位置は客席から見て左。
大阪府枚方市出身。身長173cm、体重52kg、B型。
大阪府立磯島高等学校（現・大阪府立枚方なぎさ高等学校）出身。
善し（よし、本名および旧芸名：山田 與志（やまだ よし）、1974年10月19日（50歳）- ）
ツッコミ、ものまね担当。立ち位置は客席から見て右。
大阪府枚方市出身。身長174cm、体重80kg、O型。
大阪府立磯島高等学校（現・大阪府立枚方なぎさ高等学校）出身。
旧芸名は本名の「山田與志」。一部「山田よし」名義を用いている（2008年のR-1ぐらんぷりなど）。

## 概要
- 中学・高校の同級生で組んだコンビ。高校時代に、『天才・たけしの元気が出るテレビ!!』内のコーナー「お笑い甲子園」に出場。同じ中学の後輩はV6の岡田准一。「嵐にしやがれ」で共演を果たした。
- コンビ名は、COW COW（COBRAのYO-SUKOとLAUGHIN' NOSEのPONが結成したハウスユニット）から採ったという。しかし、そのCOW COW側から一度待ったがかかり、一時期コンビ名を『横綱』としていたことがあった（この「横綱」は、当時山田が好きだった「GARLIC BOYS」の代表的な楽曲「YOKOZUNA」に由来している。尚、GARLIC BOYSのギタリストLARRYは元（前述の）COBRAである）。その後、COW COWが活動を停止する際に「この名前あげるよ」と言われ、コンビ名を『COWCOW』に戻した[2]。
- まだ、大阪NSCの研修生だった素人時代に、毎回厳しい予選をクリアした10組程度の素人しか出場できず「スターへの登竜門」と言われていた、西川きよし司会の「素人名人会」に出場を果たし、名人賞を受賞したことがある。
- 1995年、同期のおはよう。等6組の芸人によるユニット「フルーツ大統領」を結成。CDをリリースするなどの活動を行ったが、ブレイクには至らなかった。当時の参加メンバーの中で、現在もコンビ解散せず活動している唯一のコンビ。
- 主に漫才をこなすが、コントもできる。定期的に東京吉本の代表的な劇場であるルミネtheよしもとで、「カウチック・トーク」という大阪baseよしもと時代から行っているトークライブを開催しているので、トークも得意としている。多田は独特のキャラクターを駆使して、更にギャグも得意としている。従って、先輩芸人の東野幸治からは「漫才もうまくてコントもトークも出来てギャグも面白いのに、COWCOWはいつになったら売れるんや!」といつも不思議がられている。
- それぞれピンでもネタを行っており、そちらもコンビのネタ同様に力を入れている。ここ数年は毎年、『R-1ぐらんぷり』（フジテレビ）に向けて、「RR（ダブルアール）〜R-1のRとレッドカーペットのRだよ〜」というピンネタライブを予選が始まる頃に何度か自分達が主催で開催し、本選が始まるまでに調整したりと熱心に活動しているので、善しは得意のフリップをめくる「めくり芸」で2008年から4年連続決勝進出しており、多田は2012年の大会において優勝している。なお、R-1では2018年の大会に霜降り明星がコンビ揃って決勝に進出するまでは、唯一両方がR-1の決勝に進出経験のあるコンビとなっていた。
- ナインティナインと仲が良い事で知られている。一時期『ジャングルTV 〜タモリの法則〜』（TBS系列、毎日放送制作）に準レギュラー出演していた。また、2002年の年末にルミネtheよしもとでナインティナインとライブを行った事がある。『めちゃ2イケてるッ!』等では、プライベートのエピソードで名前や写真だけが出てくる事が多い。かま騒ぎでの岡村ネタの発信源はCOWCOWである。こうして、放送開始当初から岡村の暴露ネタ提供で協力していた甲斐あって、“よし子（山田與志）農業”・“多田子（多田健二）農業”として、「中かま騒ぎ」本編の放送に過去に3回出演したこともある。また、全国的に有名ではない頃に岡村が頻繁に多田のネタである「帰れ〜！」を使い、（ただし、岡村はやや怒り気味で言う。どちらかと言えば西川のりおの「ばかぁー」に近い。）そのたびに矢部が「COWCOWな。」と視聴者にわかるようにしていた。
- 漫才の終わり等に多田が山田の右肩の上に左肘を乗せ、右手を腰に付けながら二人揃ってゆっくりお辞儀するのが恒例となっている。このポーズはCOWCOWポーズと呼ばれ、彼らが大阪時代にイベントのポスターを作るとなった時、「70年代の古い格好してポーズを決めよう」となり、インターネットで調べた所外人が7人位で横1列になっている写真を発見し、コレだと思って決めた。
- ネタに対してストイックなことで知られ、同期でありフルーツ大統領で共に活動もしていた小籔千豊は、「あいつらほど努力していたコンビは見たことない」とコメントしている。
  - また、後輩の佐久間一行は、夜の9時頃に事務所でネタ打ち合わせを始めたCOWCOWが、翌日の昼まで打ち合わせを続けていたのを目撃し衝撃を受けたという。佐久間曰く、「昼まで飲んでいる破天荒芸人はいるが、昼まで打ち合わせするのはCOWCOWさんくらいで、逆破天荒だ」とのこと。[3]
- 現在定期的にギャグのイベント「秒殺」を主催で開催。数秒間の中で殺るか殺られるか、道具など一切に使用せず身体1つで表現する「一発ギャグ」に命を賭けた芸人達の決死の祭典。

## 主な持ちネタ

### あたりまえ体操
2011年より披露されている持ちネタ。後述のように、日本語以外に英語、インドネシア語のバージョンもある。
お揃いのカツラと白シャツ・黒ズボンといった体操のお兄さん風の格好になり、ピアノの伴奏と歌にのせて、日常において当たり前の事柄を体操にして表現する（例：「右足を出して左足出すと…歩ける」など。）
DVDとCDも発売され、歌詞を英訳してエアロビクス風の曲調にアレンジした「No Surprise exercise」など、数バージョンの歌と体操が収録されている。作詞はCOWCOW、作曲と歌は樋口太陽が担当している。
英語版である「No Surprise exercise」は本来アメリカでウケる事を狙っていたのだが、何故かサウジアラビアで流行っていた。
大橋巨泉は自身が出演したしゃべくり007でCOWCOWと共演している。その際にあたりまえ体操を披露された時、「お笑いのネタはどんどん高度化していった結果、バカバカしいものに戻ったというのが21世紀1つのトレンドだと俺は思ってるんだけど、ピッタリだな!コイツらは」と評価している。
2013年にはジャカルタを拠点に活動しているシンガーソングライター、タレント加藤ひろあきのコーディネイトにより、インドネシアを訪れて「あたりまえ体操」のインドネシア語版「Senam yang iya iyala」を披露し人気を博した。また
2020年には新型コロナウイルスの感染予防策をインドネシア語の歌詞にしたコロナバージョンを発表し、再度人気を得た。

### アイアン・メイシン
2013年より披露されている持ちネタ。アイアン・メイデン風の格好をした2人がロック調のリズムに乗せて、日本古来から伝わる様々な迷信を読み解くネタで、後ろのスクリーンにイラストと歌詞が映し出される。迷信の大半は独自解釈で、後になればなるほどいい加減なものとなっていく。

## 出囃子
Danger Danger の「Crazy Nites」
- 既に絶版になっているCDなので本人達も持ち合わせておらず、最早ルミネtheよしもとに音源が1つ残るだけで、その音源をあちこちで使いまわしている。
- トークライブ等で、「CDを見つけたら教えて下さい」とファンに呼びかけている。

## 賞レースでの戦績
- 1993年 JNN系列素人名人会 名人賞受賞 （NSC在学中の素人時代）
- 1998年 第19回 ABCお笑い新人グランプリ 最優秀新人賞受賞
- 1999年 NHK新人演芸大賞（演芸部門） 大賞受賞
- 2001年 第36回 上方漫才大賞 優秀新人賞受賞
- 2001年 M-1グランプリ 準決勝進出
- 2002年 M-1グランプリ 準決勝進出
- 2003年 M-1グランプリ 準決勝進出
- 2008年 キングオブコント 準決勝進出
- 2009年 キングオブコント 準決勝進出
- 2010年 キングオブコント 準決勝進出（3回戦敗退後、追加合格）
- 2012年 THE MANZAI 認定漫才師
- 2015年 歌ネタ王決定戦 優勝
- 2023年 THE SECOND 〜漫才トーナメント〜 ノックアウトステージ16→8進出[5]
- 2024年 THE SECOND 〜漫才トーナメント〜 ノックアウトステージ繰り上げ出場

## 出演
※コンビでの出演を記載。単独での出演は善し、多田健二を参照。

### テレビ番組
現在の出演番組
- That's 子育テイメントTV!（BS日テレ、2013年4月 - ）
- キミなら何つくる?（NHK Eテレ、2014年4月9日 - ）MC

過去の出演番組
- ワイドABCDE〜す（ABC）「駅前情報局」担当
- すんげー!Best10（ABC）
- 急性吉本炎→慢性吉本炎（TBSテレビ、1995年 - 1996年）
- 嵐MASSE‼（毎日放送、1996年 - 1997年）
- U-CDTV（TBSテレビ）お笑いCDTVのコーナーに出演
- べえぇす!（テレビ大阪、2000年11月 - 2001年3月）
- よしもとオンライン「週刊COWOO!NEWS」（よしもと劇場）毎週水曜日
- ジャングルTV 〜タモリの法則〜（毎日放送）ジャングルクッキングにレポーター役や緊急記者会見のコーナーに記者役でエキストラとして出演
- あらびき団（TBS、「チーム秒殺」として、2008年3月12日）その他不定期
- キンコンヒルズ（テレビ東京、不定期だが主に「ダメダメモンスターズ」回）
- ものまねグランプリ（日本テレビ、不定期）
- おはスタ（テレビ東京、月・水曜）
  - 645ファミリーとして「あたりまえ体操」毎月・水曜放送されていた。
  - ヤマダムシ（山田與志）・タダムシ（多田健二） - アニメとしても登場した。
  - 「明日をつくろう」合唱企画（2020年9月21日）
- ミックスパイください（中部日本放送）（中継コーナー担当）
- ざっくりハイタッチ（テレビ東京、不定期）
- 最強銀河 究極ゼロ 〜バトルスピリッツ〜（2014年1月26日、善しがヨシ船長役、多田がタダ先輩役、メ〜テレ） - 声の出演(ゲスト出演)
- 情報ワイド てっぺん静岡（テレビ静岡、2013年9月-2019年6月）- 月曜「静岡あたりまえ散歩」のコーナーに出演。
- いい伊豆みつけた（2015年2月[6]、伊豆急ケーブルネットワーク）
  - 圏央道で行く　ぐーんと近い伊豆（2015年2月第2 - 3週）

ほか多数

### ラジオ番組
- COWCOWの横綱ライオット（ABCラジオ）
- .com5 Uh!W@nted（2000年10月 - 、朝日放送ラジオ）
- COWCOWの牛牛ブーブー（ラジオ大阪）
- YOKOGI PIRATES カウマッチトーク(FM FUJI)

### CM
- H.I.S - 「秋旅ビッグセール」、「いい旅カウ!買う!セール」（2012年）

### 映画
- 岸和田少年愚連隊〜血煙り純情編〜（松竹）
- 浪商のヤマモトじゃ! 〜喧嘩野球編〜 / 〜大阪総番長編〜（GPミュージアムソフト）
- EP FILMS 「ペンの正義」（casTY）
- YOSHIMOTO DIRECTOR'S 100 「WARA」（吉本興業）
- YOSHIMOTO DIRECTOR'S 100 「ふたり笑い」（吉本興業、善しのみノンバーバル（非言語）映画の監督、製作、撮影、作曲）主演はブラックマヨネーズ ※バックの音楽は山田の弾き語り鼻歌をピアニストの松田光弘が編曲、演奏したもの。
- NMB48 げいにん!THE MOVIE お笑い青春ガールズ!（2013年8月1日） - 本人役

### 劇場アニメ
- 映画ドラえもん 新・のび太の大魔境 〜ペコと5人の探検隊〜[7]（2014年3月8日） - バーナード（山田）、ブルテリ（多田）役
- 劇場版しまじろうのわお! しまじろうと にじのオアシス（2017年3月10日） - ツルカメズ 役[8]

### DVD
- COWCOW CONTE LIVE 1 （2008年） 「第6回R-1ぐらんぷり決勝進出」／ 山田ネタ “北の国からパロディ”あり
- COWCOW CONTE LIVE 2 （2009年） 「第7回R-1ぐらんぷり決勝進出」／ 山田ネタ “テニスの得点係ジョン（ゴルゴ）”あり
- COWCOW CONTE LIVE 3 （2010年） 「第8回R-1ぐらんぷり決勝進出」／ 山田ネタ “DJのボブ”あり
- COWCOW CONTE LIVE 4 （2011年） 「第9回R-1ぐらんぷり決勝進出」／ 山田ネタ “アナウンサー学院・カシパン”、「おはスタ645（テレビ東京）」にて毎月・水曜レギュラー放送中 ／ “あたりまえ体操”あり
- COWCOW あたりまえ体操 （2012年）
- COWCOW あたりまえ体操 ゴールド （2012年）

※以上、単独Live DVDだが、ブリッジ（ライブの幕間）映像のバックの音楽は、山田の弾き語り鼻歌などをピアニストの松田光弘が編曲、演奏したもの。

### CD
- 「僕らのうた」1996年／ワーナーミュージック・ジャパン（おはよう。、COWCOW、シンドバット、スキヤキ、ビリジアン、ブラザースのユニット「フルーツ大統領」としての作品）
- 「コムロきどり」2007年／R and C（9曲目「青春デストロイ」）※アルバム

### 書籍
- フルーツ大統領の笑王国（1996年11月、マガジンハウス）
- ルミネtheよしもとスペシャルガイドブック （2002年10月、双葉社）
- COWCOWのさかさになっちゃった！ （2012年8月、アイフリーク）　絵本アプリ「こえほん」内配信